# Asuto Saitō
Pour les articles homonymes, voir Saitō.
Asuto Saitō (斎藤 明日斗, Saitō Asuto) est un joueur de shōgi professionnel japonais né le 17 juillet 1998 à Kawasaki dans la préfecture de Kanagawa.

## Biographie et carrière
Asuto Saitō est né en juillet 1998 à Kawasaki.
Il est devenu professionnel avec un classement de 4e dan en octobre 2017 après avoir terminé premier du tournoi des 3e dan (avril-septembre 2017) avec 14 victoires et 4 défaites.
Il est classé 5e dan à partir de janvier 2022.
En octobre 2024, il se qualifie pour les demi-finales du tournoi Kio en battant Yoshiharu Habu en quart de finale.